# Cladonia cornuta
Cladonia cornuta (L.) Hoffm. (1791), è una specie di lichene appartenente al genere Cladonia,  dell'ordine Lecanorales.
Il nome proprio deriva dal latino cornutus, che significa provvisto di escrescenze, cornuto, ad indicare la forma degli apoteci.

## Caratteristiche fisiche
Gli apoteci hanno una o più spesso due protuberanze nella parte alta, dove poi fruttificheranno i soredi.
Il sistema di riproduzione è principalmente asessuato, attraverso i soredi o strutture similare, quali ad esempio i blastidi. Il fotobionte è principalmente un'alga verde delle Trentepohlia, di preferenza una Trebouxia.

## Habitat
Questa specie si adatta soprattutto a climi di tipo montano dell'area circumboreale, subartico e subalpino. Rinvenuta su suoli organici ricchi di minerali, ma anche su legno, e in aree a substrato del terreno di tipo siliceo. Predilige un pH del substrato molto acido o con valori intermedi fra molto acido e subneutro. Il bisogno di umidità è mesofitico.

## Località di ritrovamento
La specie, pressoché cosmopolita, è stata rinvenuta nelle seguenti località:
- USA (Colorado, Minnesota, Idaho, Nebraska, Alaska, Michigan, Dakota del Nord, New York, Montana, Wisconsin, Washington, Vermont);
- Germania (Turingia, Brandeburgo, Meclemburgo, Sassonia, Baviera, Baden-Württemberg, Berlino, Amburgo, Sassonia-Anhalt, Schleswig-Holstein, Essen, Niedersachsen, Renania Settentrionale-Vestfalia, Renania-Palatinato);
- Canada (Ontario, Alberta, Terranova, Labrador, Nuova Scozia, Nuovo Brunswick, Manitoba, Nunavut, Yukon, Saskatchewan, Québec (provincia), Columbia Britannica);
- Austria (Oberösterreich, Steiermark);
- Australia (Nuovo Galles del Sud);
- Cina (Anhui, Heilongjiang, Shaanxi, Xinjiang, Xizang, Tibet);
- India (Tamil Nadu);
- Argentina, Bhutan, Cile, Corea del Sud, Danimarca, Estonia, Finlandia, Giappone, Groenlandia, Irlanda, Islanda, Isole Svalbard, Isole Canarie, Lituania, Lussemburgo, Madera, Mongolia, Norvegia, Oceania, Paesi Bassi, Polonia, Portogallo, Regno Unito, Repubblica Ceca, Romania, Serbia, Spagna, Svezia, Ungheria.

In Italia questa specie di Cladonia è estremamente rara:
- Trentino-Alto Adige, estremamente rara in quasi tutta la regione
- Val d'Aosta, estremamente rara in quasi tutta la regione
- Piemonte, estremamente rara sui monti dell'arco alpino, non rinvenuta nel resto della regione
- Lombardia, estremamente rara nelle zone alpine e di confine col Trentino; non rinvenuta altrove
- Veneto, estremamente rara nelle zone alpine e di confine col Trentino; non rinvenuta altrove
- Friuli, non è stata rinvenuta
- Emilia-Romagna, estremamente rara lungo l'arco appenninico al confine con la Liguria e la Toscana
- Liguria, estremamente rara in alcune zone dell'entroterra
- Toscana, non è stata rinvenuta
- Umbria, non è stata rinvenuta
- Marche, non è stata rinvenuta
- Lazio, non è stata rinvenuta
- Abruzzi, non è stata rinvenuta
- Molise, non è stata rinvenuta
- Campania, non è stata rinvenuta
- Puglia, non è stata rinvenuta
- Basilicata, non è stata rinvenuta
- Calabria, non è stata rinvenuta
- Sicilia, non è stata rinvenuta
- Sardegna, non è stata rinvenuta.[2]

## Tassonomia
Questa specie è attribuita alla sezione Cladonia; a tutto il 2008 sono state identificate le seguenti forme, sottospecie e varietà:
- Cladonia cornuta f. cornuta (L.) Hoffm. (1791).
- Cladonia cornuta f. deformis Anders (1936).
- Cladonia cornuta f. phyllotoca (Flörke) Arnold
- Cladonia cornuta f. subatobinata Sambo (1934).
- Cladonia cornuta f. subdilatata (Hoffm.) Vain.
- Cladonia cornuta f. subdilatata Asahina (1943).
- Cladonia cornuta subsp. cornuta (L.) Hoffm. (1791).
- Cladonia cornuta subsp. groenlandica (Aring;. E. Dahl) Ahti(1980)
- Cladonia cornuta var. cornuta (L.) Hoffm. (1791).
- Cladonia cornuta var. excelsa Fr.
- Cladonia cornuta var. groenlandica Å.E. Dahl (1950).